# Japchae
Japchae is een gerecht uit de Koreaanse keuken met als basis van zoete aardappel gemaakte cellofaan noedels, die dang myeon genoemd worden. De naam betekent letterlijk mix van groenten. De noedels worden geroerbakt in sesamolie met rundvlees en verschillende groenten. Het geheel wordt afgemaakt met sojasaus en een beetje suiker. Voor het geserveerd wordt, besprenkelt men de japchae meestal met sesamzaadjes. De groenten die gebruikt worden, zijn seizoensafhankelijk.
Japchae wordt meestal als bijgerecht, banchan, opgediend, maar kan ook als hoofdgerecht worden gegeten. Het wordt dan opgediend met rijst en wordt japchae-bap (잡채밥) genoemd.